# Forgó nézőtér (Český Krumlov)

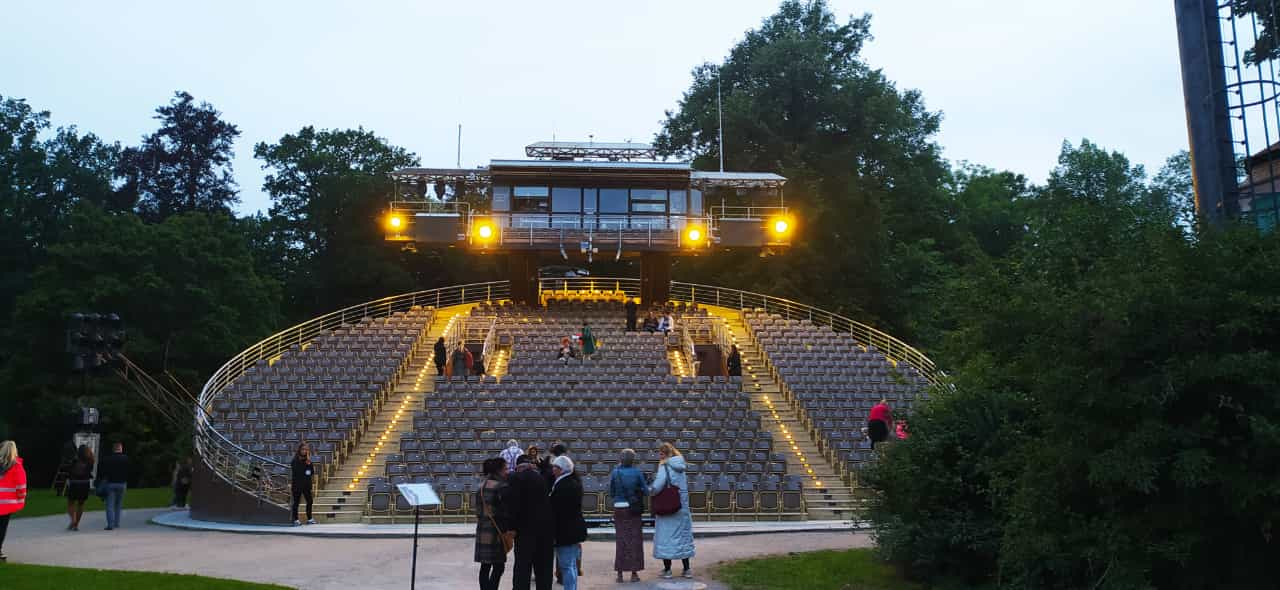
A Český Krumlov-i forgó nézőtér (2023)

A Český Krumlov-i forgó nézőtér a Český Krumlov-i vár kertjében található szabadtéri színház nézőtere; egyike Európa öt forgó nézőterének, és a leglátogatottabb szabadtéri színház Csehországban. Joan Brehms (1907–1995) lett származású díszlettervező és Otto Haas, a Dél-Csehországi Színház rendezője javaslatára jött létre 1958-ban. Megalakulása óta a színház üzemeltetője a České Budějovice-i székhelyű Dél-Csehországi Színház.

## Története

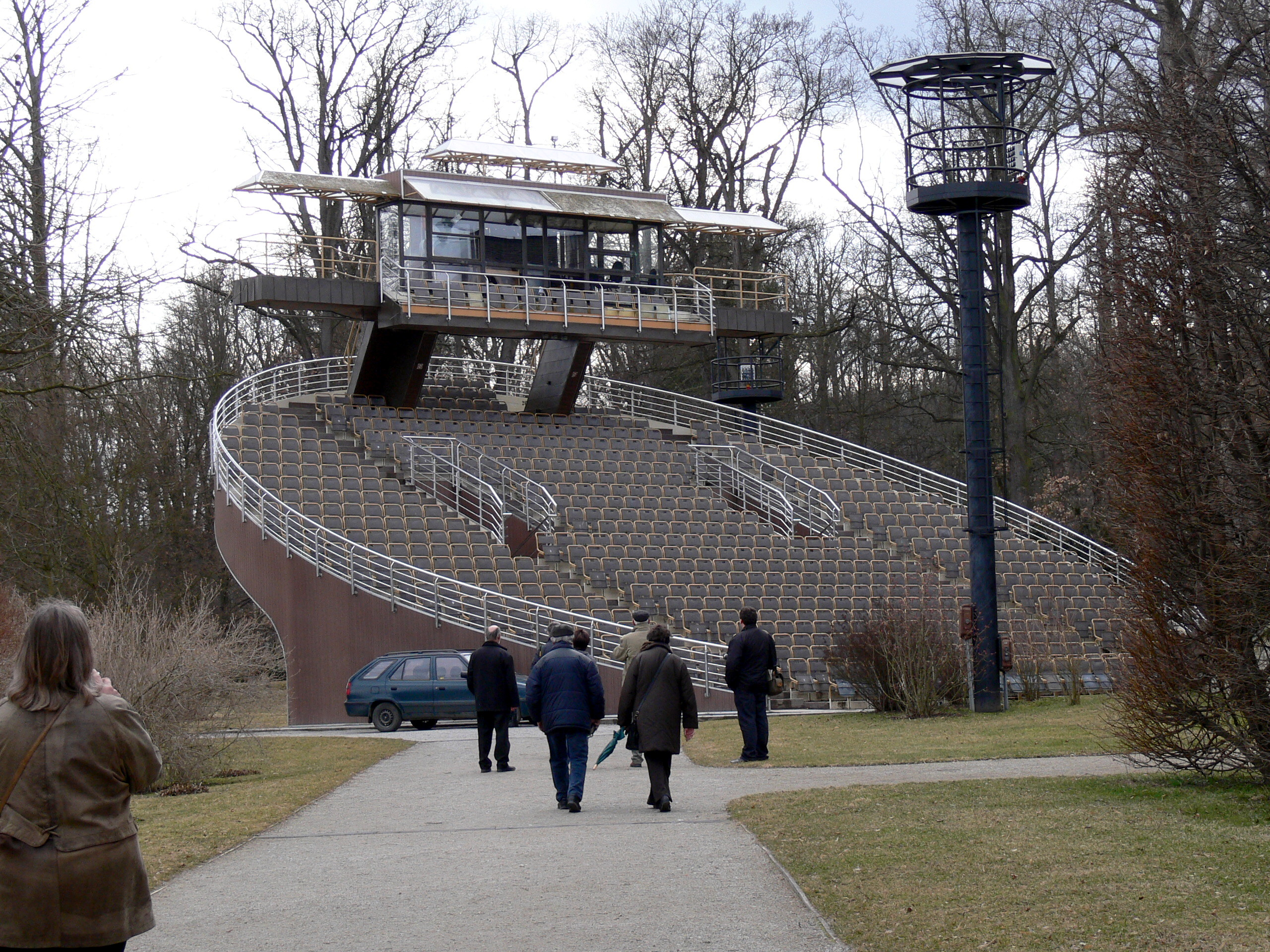
A Český Krumlov-i forgó nézőtér (2009)

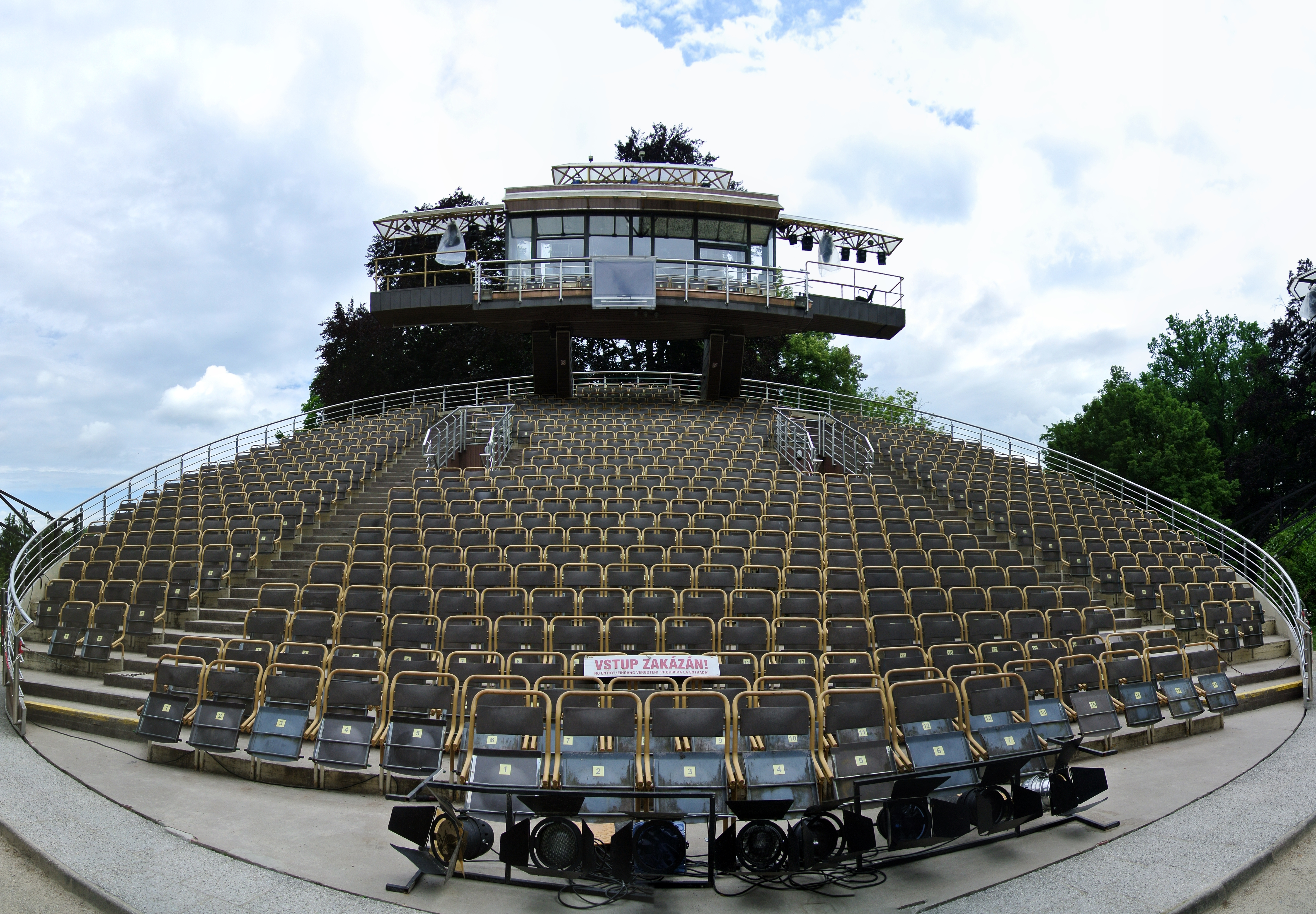
Közelkép a forgó nézőtérről (2014)

Joan Brehms színházépítész és díszlettervező vetette fel azt a gondolatot, hogy forgó nézőtérrel alakítsák át a színház terét, eltávolítva a látást korlátozó színpadnyílást. Az így létrejövő új, egységes színházi tér nem osztja szigorúan ketté a teret a néző és a színész között. A Dél-Csehországi Színház akkori igazgatójával és rendezőjével, Otto Haas-szal közösen, 1958-ban a Dél-Csehországi Szabadtéri Színházi Fesztivál keretében előadást készített egy alig 60 nézőt befogadó, sorkatonák által forgatott nézőtér előtt. Günther Weisenborn Az elveszett arc című művének 1958. június 9-i premierje bebizonyította ennek az eredeti gondolatnak az életképességét.
A következő évben már új, 400 férőhelyes nézőtér várta a nézőket, akik egy olyan előadást láthattak, amely ma is a forgó nézőtérhez kötődik: Alois Jirásek Lámpását Bohuslav Martinů zenéjével. Európában ez volt az első forgó nézőterű színház, amelyet ugyanabban az évben a tamperei Pyynikki Nyári Színház követett.
Joan Brehms 1960-ban újabb, ezúttal 550 férőhelyes forgó nézőtérrel állt elő. Az emberi erőt villanymotor váltotta fel, a nézőteret pedig szilárdan a földbe ágyazták.
A nézőtér egészen az 1990-es évek közepéig ilyen maradt, majd 1994-ben a Škoda Plzeň által gyártott, műszakilag fejlettebb forgó nézőtérre cserélték. Négy, egyenként 15 kW teljesítményű villanymotor biztosítja a 650 tonnás, alapjánál 21 m átmérőjű kolosszus bármely irányú, zökkenőmentes mozgatását, 644 néző számára nyújtva egyedülálló színházi látványt. A nézőtér tovább javítja a világhírű dráma-, opera- és balettművek bemutatásának technikai feltételeit.
A színház barokk kastélykertben való elhelyezkedését régóta bírálja az UNESCO; szakértői javasolják a színház áthelyezését a kastélykerten kívülre. Az eltávolítására vonatkozó 1992-es ígéret be nem tartása miatt Český Krumlovot az a veszély fenyegeti, hogy lekerül az UNESCO Világörökség-listájáról. 2014-ben úgy gondolták, hogy a következő évben ugyanitt egy mobil építményt építenek, amely a kastély környezetét jobban kíméli. Évente körülbelül 55 000 néző keresi fel a színházat, és több mint 130 000 ember írta alá a petíciót a Český Krumlov-i színház megőrzéséért. Vezető építészek is ellenezték az új építészeti tervpályázatot, amelyet így végül nem hirdettek meg.
2020 második felétől 2021 tavaszáig a nézőtér felújításon esett át, az erős- és gyengeáramú kábelezést a korszerű igényeknek megfelelően teljesen átépítették: a színpad álló és mozgó része közé a tápfeszültség és a vezérlés átvitelére új forgó kefét szereltek, amit kiegészítettek többcsatornás optikai adatátvitellel is. A változtatás lehetővé tette, hogy a teljes vezérlőhelyiséget (világítás, hangosítás, videotechnika stb.) a forgó nézőtér tetején, egy fülkében helyezzék el. A park érintett részén az elektromos és adatátviteli csatlakozódobozokat is teljes körűen átépítették. Magán a nézőtéren is változott az ülések elhelyezése, de a férőhelyek száma és az összkép változatlan maradt. 2023-ban egy teljesen új nézőtér építése is felmerült, de ez legkorábban 2033-ban készül el.

## Előadások a szabadtéri színpadon

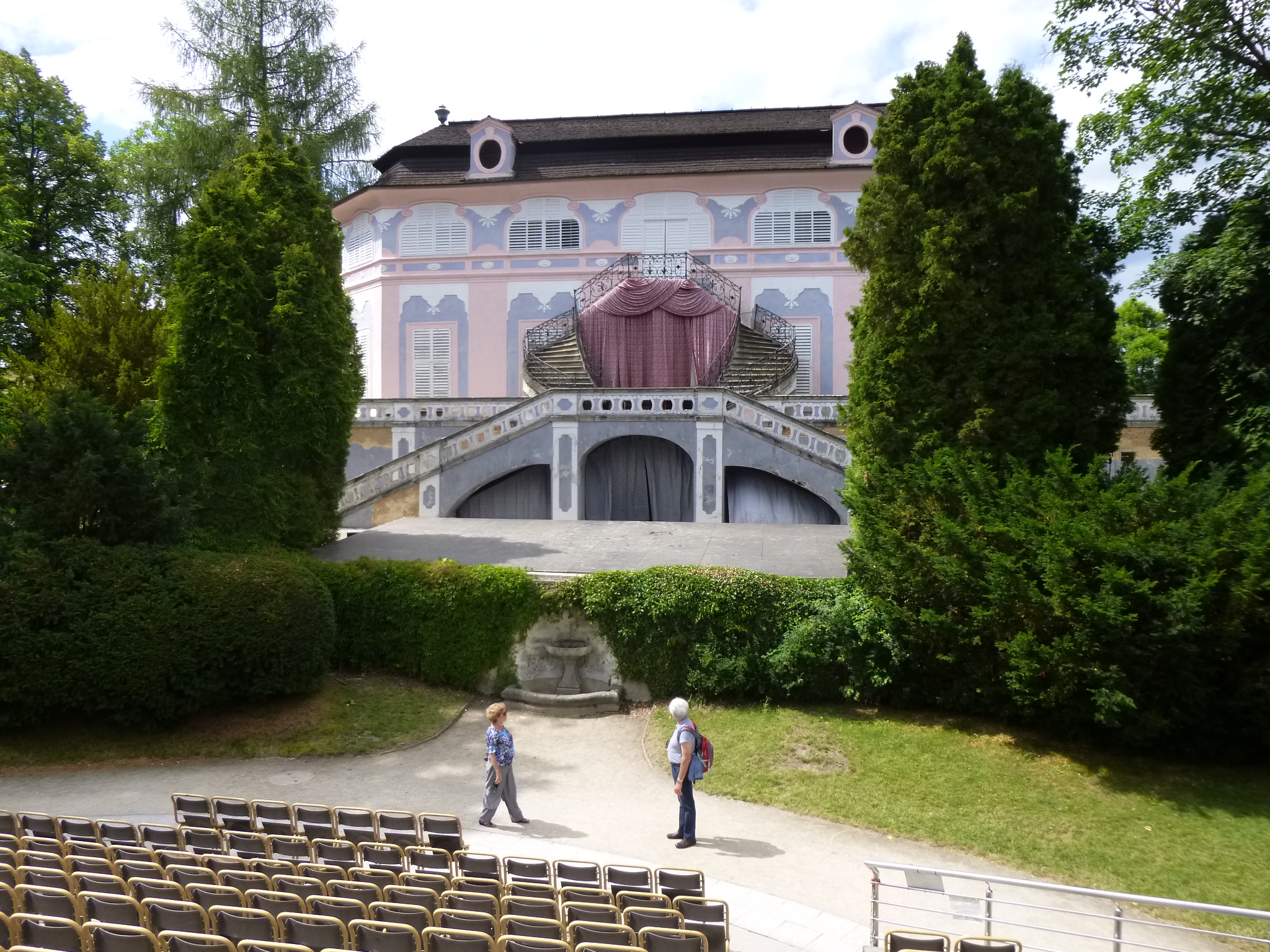
Bellaria nyári lak, előtérben a nézőtér első széksorai

Az évszázados parkban, a rokokó Bellaria nyári lakkal szemben kialakított forgó nézőtér eleve olyan nagy előny, amellyel még a híres külföldi szabadtéri helyszínek – a bregenzi tószínpad, a Veronai Aréna vagy a mediterrán amfiteátrumok – sem rendelkeznek.
A színpadot a hatalmas park alkotja, amely a különleges kastélykert csodálatos hátterét kihasználva egyedi hangulatot teremt a színházi előadásokhoz. A zenei produkciók – azaz elsősorban az opera- és balettelőadások – esetében a zene, a tánc és a környező természet együttese rendkívüli művészi élményt jelent.
A júniustól szeptemberig évente átlagosan színre kerülő nyolcvan előadás 55 ezer hazai és külföldi nézőt vonz.

## A forgó nézőtér számokban

### Statisztika
- első előadás: 1958. június 9;
- nézőszám 1958-tól 2010-ig: 1 872 323;
- a premierek száma 1958 óta: 160;
- előadások száma 1958 óta: 3091.

### A nézőtér 2024-es adatai
- férőhely: 644 néző számára;
- a szerkezet össztömege: 650 t;
- alapátmérő: 21,3 m;
- magasság: 7,6 m;
- meghajtás: 4, egyenként 15 kW-os villanymotor (1460 ford./perc);
- a nézőteret hordozó kerekek száma: 120 db.

## Linkek

### Külső hivatkozások
- Forgó nézőtér, Český Krumlov
- Dél-Csehországi Színház
- A forgó nézőtér az Internetes Színházépítészeti Múzeumban
- Virtuális túra

## Fordítás
Ez a szócikk részben vagy egészben  az   Otáčivé hlediště Český Krumlov című cseh Wikipédia-szócikk ezen változatának fordításán alapul.  Az eredeti cikk szerkesztőit annak laptörténete sorolja fel. Ez a jelzés csupán a megfogalmazás eredetét és a szerzői jogokat jelzi, nem szolgál a cikkben szereplő információk forrásmegjelöléseként.